# Mireia Hernández
Mireia Hernández Luna, född 5 mars 2002, är en spansk konstsimmare.

## Karriär
I juni 2022 vid VM i Budapest var Hernández en del av Spaniens lag som tog brons i highlight. I juni 2023 vid europeiska spelen i Kraków-Małopolska tog hon guld tillsammans med Dennis González i det fria programmet för mixade par.
I februari 2024 vid VM i Doha tog Hernández silver tillsammans med Dennis González i det fria programmet för mixade par. Vid konstsim-EM 2025 i Funchal tog hon guld i det tekniska programmet för mixade par tillsammans med Dennis González. Vid VM 2025 i Singapore tog Hernández silver i det tekniska programmet för mixade par tillsammans med Dennis González. Hon erhöll även ett brons efter att ha simmat i kvalet i det tekniska lagprogrammet där Spanien sedermera tog medalj i finalen.